# Paris-Nice de 2009
A 67ª edição da Paris-Nice disputou-se entre 8 e 15 de março de 2009, com um total de 1.252,8 km.
Fez parte das Carreiras Históricas do UCI World Ranking de 2009.
O ganhador final foi Luis León Sánchez. Acompanharam-lhe no pódio Fränk Schleck e Sylvain Chavanel, respectivamente.
Nas classificações secundárias impuseram-se Tony Martin (montanha), Sylvain Chavanel (pontos), Kevin Seeldrayers (jovens) e Saxo Bank (equipas).
Um dos grandes dominadores da prova foi Alberto Contador que ganhou duas etapas: o prólogo e uma das etapas montanhosas; e ademais foi segundo na etapa final. No entanto, sofreu um desfalecimento na sexta etapa que lhe relegou finalmente a quarta posição.

## Equipas participantes
Tomaram parte na corrida 20 equipas: 17 de categoria UCI ProTour (todos excepto a Footon-Servetto); mais 3 de categoria Profissional Continental (Agritubel, Cervélo Test Team e Skil-Shimano). Formando assim um pelotão de 160 ciclistas, com 8 corredores a cada equipa (excepto o Team Columbia-HTC que saiu com 7), dos que acabaram 95; ainda que só 92 deles acabaram a última etapa dentro do "controle". As equipas participantes foram:
| Equipes ProTeam (17)- AG2R La Mondiale - Astana - BBox Bouygues Telecom - Caisse d'Épargne - Cofidis, le Crédit en Ligne - Columbia-High Road - Euskaltel-Euskadi - Garmin-Slipstream - Katusha - La Française des jeux - Lampre-NGC - Liquigas - Team Milram - Quick Step - Rabobank - Saxo Bank - Silence-Lotto Equipes profissionais Continentais (3)- Agritubel - Cervélo TestTeam - Skil-Shimano |
| |

## Etapas
A Paris-Nice de 2009 constou de oito etapas, repartidas num prólogo individual, duas etapas planas, três em media montanha e duas etapas de montanha para um percurso total de 1252 quilómetros.
| Etapa   | Data    | Percurso                                       | type                      | Distância (km) | Vencedor              | Líder geral       |
| ------- | ------- | ---------------------------------------------- | ------------------------- | -------------- | --------------------- | ----------------- |
| Prólogo | 8 mar.  | Amilly – Amilly                                | contrarrelógio individual | 9,3            | Alberto Contador      | Alberto Contador  |
| 1       | 9 mar.  | Saint-Brisson-sur-Loire – Chapelle-Saint-Ursin | etapa plana               | 195,5          | Heinrich Haussler     | Alberto Contador  |
| 2       | 10 mar. | Orval – Vichy                                  | etapa plana               | 178            | Sylvain Chavanel      | Sylvain Chavanel  |
| 3       | 11 mar. | Vichy – Saint-Étienne                          | etapa plana               | 173,5          | Christian Vande Velde | Sylvain Chavanel  |
| 4       | 12 mar. | Annonay – Vallon-Pont-d'Arc                    | etapa escarpada           | 204            | Jérémy Roy            | Sylvain Chavanel  |
| 5       | 13 mar. | Saint-Paul-Trois-Châteaux – Montagne de Lure   | média montanha            | 182,5          | Alberto Contador      | Alberto Contador  |
| 6       | 14 mar. | Manosque – Fayence                             | etapa escarpada           | 191            | Luis León Sánchez     | Luis León Sánchez |
| 7       | 15 mar. | Nice – Nice                                    | média montanha            | 119            | Antonio Colom         | Luis León Sánchez |

## Desenvolvimento da corrida

### Prólogo
| Amilly - Amilly | contrarrelógio individual | (9,3 km) |

| \| Classificação por etapas \| Classificação por etapas \| Classificação por etapas \| Classificação por etapas \| Classificação por etapas \| \| Ciclista \| Ciclista \| Equipe \| Tempo \| \| \| ------------------------ \| ------------------------------- \| --------------------------- \| ------------------------ \| ------------------------ \| \| 1. \| Alberto Contador \| Astana \| 11m05s \| \| \| 2. \| Bradley Wiggins \| Garmin-Slipstream \| + 7s \| \| \| 3. \| Luis León Sánchez \| Caisse d'Épargne \| + 9s \| \| \| 4. \| Tony Martin \| Columbia-High Road \| + 11s \| \| \| 5. \| David Millar \| Garmin-Slipstream \| + 14s \| \| \| 6. \| Joost Posthuma \| Rabobank \| + 18s \| \| \| 7. \| Sylvain Chavanel \| Quick Step \| + 19s \| \| \| 8. \| Antonio Colom \| Katusha \| + 19s \| \| \| 9. \| Vladimir Alexandrovitch Karpets \| Katusha \| + 21s \| \| \| 10. \| Rémi Pauriol \| Cofidis, le Crédit en Ligne \| + 22s \| \| |                                 |                             |        |
| |                                 |                             |        |
| |                                 |                             |        |
| Classificação por etapas |                                 |                             |        |
| Ciclista | Ciclista                        | Equipe                      | Tempo  |
| 1. | Alberto Contador                | Astana                      | 11m05s |
| 2. | Bradley Wiggins                 | Garmin-Slipstream           | + 7s   |
| 3. | Luis León Sánchez               | Caisse d'Épargne            | + 9s   |
| 4. | Tony Martin                     | Columbia-High Road          | + 11s  |
| 5. | David Millar                    | Garmin-Slipstream           | + 14s  |
| 6. | Joost Posthuma                  | Rabobank                    | + 18s  |
| 7. | Sylvain Chavanel                | Quick Step                  | + 19s  |
| 8. | Antonio Colom                   | Katusha                     | + 19s  |
| 9. | Vladimir Alexandrovitch Karpets | Katusha                     | + 21s  |
| 10. | Rémi Pauriol                    | Cofidis, le Crédit en Ligne | + 22s  |

| \| Classificação geral \| Classificação geral \| Classificação geral \| Classificação geral \| Classificação geral \| \| Ciclista \| Ciclista \| Equipe \| Tempo \| \| \| ------------------- \| ------------------------------- \| --------------------------- \| ------------------- \| ------------------- \| \| 1. \| Alberto Contador \| Astana \| 11m05s \| \| \| 2. \| Bradley Wiggins \| Garmin-Slipstream \| + 7s \| \| \| 3. \| Luis León Sánchez \| Caisse d'Épargne \| + 9s \| \| \| 4. \| Tony Martin \| Columbia-High Road \| + 11s \| \| \| 5. \| David Millar \| Garmin-Slipstream \| + 14s \| \| \| 6. \| Joost Posthuma \| Rabobank \| + 18s \| \| \| 7. \| Sylvain Chavanel \| Quick Step \| + 19s \| \| \| 8. \| Antonio Colom \| Katusha \| + 19s \| \| \| 9. \| Vladimir Alexandrovitch Karpets \| Katusha \| + 21s \| \| \| 10. \| Rémi Pauriol \| Cofidis, le Crédit en Ligne \| + 22s \| \| |                                 |                             |        |
| |                                 |                             |        |
| |                                 |                             |        |
| Classificação geral |                                 |                             |        |
| Ciclista | Ciclista                        | Equipe                      | Tempo  |
| 1. | Alberto Contador                | Astana                      | 11m05s |
| 2. | Bradley Wiggins                 | Garmin-Slipstream           | + 7s   |
| 3. | Luis León Sánchez               | Caisse d'Épargne            | + 9s   |
| 4. | Tony Martin                     | Columbia-High Road          | + 11s  |
| 5. | David Millar                    | Garmin-Slipstream           | + 14s  |
| 6. | Joost Posthuma                  | Rabobank                    | + 18s  |
| 7. | Sylvain Chavanel                | Quick Step                  | + 19s  |
| 8. | Antonio Colom                   | Katusha                     | + 19s  |
| 9. | Vladimir Alexandrovitch Karpets | Katusha                     | + 21s  |
| 10. | Rémi Pauriol                    | Cofidis, le Crédit en Ligne | + 22s  |

### Etapa 1
| Saint-Brisson-sur-Loire - Chapelle-Saint-Ursin | etapa plana | (195,5 km) |

| \| Classificação por etapas \| Classificação por etapas \| Classificação por etapas \| Classificação por etapas \| Classificação por etapas \| \| Ciclista \| Ciclista \| Equipe \| Tempo \| \| \| ------------------------ \| ------------------------ \| --------------------------- \| ------------------------ \| ------------------------ \| \| 1. \| Heinrich Haussler \| Cervélo TestTeam \| 4h55m01s \| \| \| 2. \| Mark Renshaw \| Columbia-High Road \| + 0s \| \| \| 3. \| Mirco Lorenzetto \| Lampre-NGC \| + 0s \| \| \| 4. \| Tom Veelers \| Skil-Shimano \| + 0s \| \| \| 5. \| Murilo Fischer \| Liquigas \| + 0s \| \| \| 6. \| Sébastien Chavanel \| La Française des jeux \| + 0s \| \| \| 7. \| Sébastien Hinault \| AG2R La Mondiale \| + 0s \| \| \| 8. \| Samuel Dumoulin \| Cofidis, le Crédit en Ligne \| + 0s \| \| \| 9. \| Romain Feillu \| Agritubel \| + 0s \| \| \| 10. \| Mathew Hayman \| Rabobank \| + 0s \| \| |                    |                             |          |
| |                    |                             |          |
| |                    |                             |          |
| Classificação por etapas |                    |                             |          |
| Ciclista | Ciclista           | Equipe                      | Tempo    |
| 1. | Heinrich Haussler  | Cervélo TestTeam            | 4h55m01s |
| 2. | Mark Renshaw       | Columbia-High Road          | + 0s     |
| 3. | Mirco Lorenzetto   | Lampre-NGC                  | + 0s     |
| 4. | Tom Veelers        | Skil-Shimano                | + 0s     |
| 5. | Murilo Fischer     | Liquigas                    | + 0s     |
| 6. | Sébastien Chavanel | La Française des jeux       | + 0s     |
| 7. | Sébastien Hinault  | AG2R La Mondiale            | + 0s     |
| 8. | Samuel Dumoulin    | Cofidis, le Crédit en Ligne | + 0s     |
| 9. | Romain Feillu      | Agritubel                   | + 0s     |
| 10. | Mathew Hayman      | Rabobank                    | + 0s     |

| \| Classificação geral \| Classificação geral \| Classificação geral \| Classificação geral \| Classificação geral \| \| Ciclista \| Ciclista \| Equipe \| Tempo \| \| \| ------------------- \| ------------------------------- \| ------------------- \| ------------------- \| ------------------- \| \| 1. \| Alberto Contador \| Astana \| 4h56m06s \| \| \| 2. \| Bradley Wiggins \| Garmin-Slipstream \| + 7s \| \| \| 3. \| Luis León Sánchez \| Caisse d'Épargne \| + 9s \| \| \| 4. \| Tony Martin \| Columbia-High Road \| + 11s \| \| \| 5. \| David Millar \| Garmin-Slipstream \| + 14s \| \| \| 6. \| Joost Posthuma \| Rabobank \| + 18s \| \| \| 7. \| Sylvain Chavanel \| Quick Step \| + 19s \| \| \| 8. \| Antonio Colom \| Katusha \| + 19s \| \| \| 9. \| Heinrich Haussler \| Cervélo TestTeam \| + 20s \| \| \| 10. \| Vladimir Alexandrovitch Karpets \| Katusha \| + 21s \| \| |                                 |                    |          |
| |                                 |                    |          |
| |                                 |                    |          |
| Classificação geral |                                 |                    |          |
| Ciclista | Ciclista                        | Equipe             | Tempo    |
| 1. | Alberto Contador                | Astana             | 4h56m06s |
| 2. | Bradley Wiggins                 | Garmin-Slipstream  | + 7s     |
| 3. | Luis León Sánchez               | Caisse d'Épargne   | + 9s     |
| 4. | Tony Martin                     | Columbia-High Road | + 11s    |
| 5. | David Millar                    | Garmin-Slipstream  | + 14s    |
| 6. | Joost Posthuma                  | Rabobank           | + 18s    |
| 7. | Sylvain Chavanel                | Quick Step         | + 19s    |
| 8. | Antonio Colom                   | Katusha            | + 19s    |
| 9. | Heinrich Haussler               | Cervélo TestTeam   | + 20s    |
| 10. | Vladimir Alexandrovitch Karpets | Katusha            | + 21s    |

### Etapa 2
| Orval - Vichy | etapa plana | (178 km) |

| \| Classificação por etapas \| Classificação por etapas \| Classificação por etapas \| Classificação por etapas \| Classificação por etapas \| \| Ciclista \| Ciclista \| Equipe \| Tempo \| \| \| ------------------------ \| ------------------------ \| --------------------------- \| ------------------------ \| ------------------------ \| \| 1. \| Sylvain Chavanel \| Quick Step \| 4h33m12s \| \| \| 2. \| Juan Antonio Flecha \| Rabobank \| + 0s \| \| \| 3. \| Sebastian Langeveld \| Rabobank \| + 0s \| \| \| 4. \| Stéphane Augé \| Cofidis, le Crédit en Ligne \| + 0s \| \| \| 5. \| Kevin Seeldraeyers \| Quick Step \| + 0s \| \| \| 6. \| Juan Manuel Gárate \| Rabobank \| + 0s \| \| \| 7. \| Jürgen Roelandts \| Silence-Lotto \| + 0s \| \| \| 8. \| Marcus Burghardt \| Columbia-High Road \| + 40s \| \| \| 9. \| Heinrich Haussler \| Cervélo TestTeam \| + 1m09s \| \| \| 10. \| Sébastien Turgot \| BBox Bouygues Telecom \| + 1m09s \| \| |                     |                             |          |
| |                     |                             |          |
| |                     |                             |          |
| Classificação por etapas |                     |                             |          |
| Ciclista | Ciclista            | Equipe                      | Tempo    |
| 1. | Sylvain Chavanel    | Quick Step                  | 4h33m12s |
| 2. | Juan Antonio Flecha | Rabobank                    | + 0s     |
| 3. | Sebastian Langeveld | Rabobank                    | + 0s     |
| 4. | Stéphane Augé       | Cofidis, le Crédit en Ligne | + 0s     |
| 5. | Kevin Seeldraeyers  | Quick Step                  | + 0s     |
| 6. | Juan Manuel Gárate  | Rabobank                    | + 0s     |
| 7. | Jürgen Roelandts    | Silence-Lotto               | + 0s     |
| 8. | Marcus Burghardt    | Columbia-High Road          | + 40s    |
| 9. | Heinrich Haussler   | Cervélo TestTeam            | + 1m09s  |
| 10. | Sébastien Turgot    | BBox Bouygues Telecom       | + 1m09s  |

| \| Classificação geral \| Classificação geral \| Classificação geral \| Classificação geral \| Classificação geral \| \| Ciclista \| Ciclista \| Equipe \| Tempo \| \| \| ------------------- \| ------------------- \| --------------------------- \| ------------------- \| ------------------- \| \| 1. \| Sylvain Chavanel \| Quick Step \| 9h29m24s \| \| \| 2. \| Juan Manuel Gárate \| Rabobank \| + 33s \| \| \| 3. \| Juan Antonio Flecha \| Rabobank \| + 36s \| \| \| 4. \| Kevin Seeldraeyers \| Quick Step \| + 37s \| \| \| 5. \| Jürgen Roelandts \| Silence-Lotto \| + 40s \| \| \| 6. \| Alberto Contador \| Astana \| + 1m03s \| \| \| 7. \| Luis León Sánchez \| Caisse d'Épargne \| + 1m12s \| \| \| 8. \| Stéphane Augé \| Cofidis, le Crédit en Ligne \| + 1m14s \| \| \| 9. \| David Millar \| Garmin-Slipstream \| + 1m17s \| \| \| 10. \| Antonio Colom \| Katusha \| + 1m22s \| \| |                     |                             |          |
| |                     |                             |          |
| |                     |                             |          |
| Classificação geral |                     |                             |          |
| Ciclista | Ciclista            | Equipe                      | Tempo    |
| 1. | Sylvain Chavanel    | Quick Step                  | 9h29m24s |
| 2. | Juan Manuel Gárate  | Rabobank                    | + 33s    |
| 3. | Juan Antonio Flecha | Rabobank                    | + 36s    |
| 4. | Kevin Seeldraeyers  | Quick Step                  | + 37s    |
| 5. | Jürgen Roelandts    | Silence-Lotto               | + 40s    |
| 6. | Alberto Contador    | Astana                      | + 1m03s  |
| 7. | Luis León Sánchez   | Caisse d'Épargne            | + 1m12s  |
| 8. | Stéphane Augé       | Cofidis, le Crédit en Ligne | + 1m14s  |
| 9. | David Millar        | Garmin-Slipstream           | + 1m17s  |
| 10. | Antonio Colom       | Katusha                     | + 1m22s  |

### Etapa 3
| Vichy - Saint-Étienne | etapa plana | (173,5 km) |

| \| Classificação por etapas \| Classificação por etapas \| Classificação por etapas \| Classificação por etapas \| Classificação por etapas \| \| Ciclista \| Ciclista \| Equipe \| Tempo \| \| \| ------------------------ \| ------------------------ \| --------------------------- \| ------------------------ \| ------------------------ \| \| 1. \| Christian Vande Velde \| Garmin-Slipstream \| 4h01m31s \| \| \| 2. \| Jonathan Hivert \| Skil-Shimano \| + 14s \| \| \| 3. \| Mirco Lorenzetto \| Lampre-NGC \| + 14s \| \| \| 4. \| Christophe Moreau \| Agritubel \| + 14s \| \| \| 5. \| Jens Voigt \| Saxo Bank \| + 14s \| \| \| 6. \| Amaël Moinard \| Cofidis, le Crédit en Ligne \| + 14s \| \| \| 7. \| Jakob Fuglsang \| Saxo Bank \| + 14s \| \| \| 8. \| Maxime Monfort \| Columbia-High Road \| + 14s \| \| \| 9. \| Fränk Schleck \| Saxo Bank \| + 14s \| \| \| 10. \| Juan Manuel Gárate \| Rabobank \| + 14s \| \| |                       |                             |          |
| |                       |                             |          |
| |                       |                             |          |
| Classificação por etapas |                       |                             |          |
| Ciclista | Ciclista              | Equipe                      | Tempo    |
| 1. | Christian Vande Velde | Garmin-Slipstream           | 4h01m31s |
| 2. | Jonathan Hivert       | Skil-Shimano                | + 14s    |
| 3. | Mirco Lorenzetto      | Lampre-NGC                  | + 14s    |
| 4. | Christophe Moreau     | Agritubel                   | + 14s    |
| 5. | Jens Voigt            | Saxo Bank                   | + 14s    |
| 6. | Amaël Moinard         | Cofidis, le Crédit en Ligne | + 14s    |
| 7. | Jakob Fuglsang        | Saxo Bank                   | + 14s    |
| 8. | Maxime Monfort        | Columbia-High Road          | + 14s    |
| 9. | Fränk Schleck         | Saxo Bank                   | + 14s    |
| 10. | Juan Manuel Gárate    | Rabobank                    | + 14s    |

| \| Classificação geral \| Classificação geral \| Classificação geral \| Classificação geral \| Classificação geral \| \| Ciclista \| Ciclista \| Equipe \| Tempo \| \| \| ------------------- \| ------------------------------- \| ------------------- \| ------------------- \| ------------------- \| \| 1. \| Sylvain Chavanel \| Quick Step \| 13h31m36s \| \| \| 2. \| Juan Manuel Gárate \| Rabobank \| + 6s \| \| \| 3. \| Juan Antonio Flecha \| Rabobank \| + 36s \| \| \| 4. \| Alberto Contador \| Astana \| + 36s \| \| \| 5. \| Kevin Seeldraeyers \| Quick Step \| + 37s \| \| \| 6. \| Luis León Sánchez \| Caisse d'Épargne \| + 45s \| \| \| 7. \| David Millar \| Garmin-Slipstream \| + 50s \| \| \| 8. \| Antonio Colom \| Katusha \| + 55s \| \| \| 9. \| Vladimir Alexandrovitch Karpets \| Katusha \| + 57s \| \| \| 10. \| Jens Voigt \| Saxo Bank \| + 1m03s \| \| |                                 |                   |           |
| |                                 |                   |           |
| |                                 |                   |           |
| Classificação geral |                                 |                   |           |
| Ciclista | Ciclista                        | Equipe            | Tempo     |
| 1. | Sylvain Chavanel                | Quick Step        | 13h31m36s |
| 2. | Juan Manuel Gárate              | Rabobank          | + 6s      |
| 3. | Juan Antonio Flecha             | Rabobank          | + 36s     |
| 4. | Alberto Contador                | Astana            | + 36s     |
| 5. | Kevin Seeldraeyers              | Quick Step        | + 37s     |
| 6. | Luis León Sánchez               | Caisse d'Épargne  | + 45s     |
| 7. | David Millar                    | Garmin-Slipstream | + 50s     |
| 8. | Antonio Colom                   | Katusha           | + 55s     |
| 9. | Vladimir Alexandrovitch Karpets | Katusha           | + 57s     |
| 10. | Jens Voigt                      | Saxo Bank         | + 1m03s   |

### Etapa 4
| Annonay - Vallon-Pont-d'Arc | etapa escarpada | (204 km) |

| \| Classificação por etapas \| Classificação por etapas \| Classificação por etapas \| Classificação por etapas \| Classificação por etapas \| \| Ciclista \| Ciclista \| Equipe \| Tempo \| \| \| ------------------------ \| ------------------------ \| ------------------------ \| ------------------------ \| ------------------------ \| \| 1. \| Jérémy Roy \| La Française des jeux \| 4h58m47s \| \| \| 2. \| Thomas Voeckler \| BBox Bouygues Telecom \| + 0s \| \| \| 3. \| Tony Martin \| Columbia-High Road \| + 3s \| \| \| 4. \| Heinrich Haussler \| Cervélo TestTeam \| + 2m33s \| \| \| 5. \| Murilo Fischer \| Liquigas \| + 2m33s \| \| \| 6. \| Romain Feillu \| Agritubel \| + 2m33s \| \| \| 7. \| Cyril Lemoine \| Skil-Shimano \| + 2m33s \| \| \| 8. \| Jürgen Roelandts \| Silence-Lotto \| + 2m33s \| \| \| 9. \| Mirco Lorenzetto \| Lampre-NGC \| + 2m33s \| \| \| 10. \| Sébastien Hinault \| AG2R La Mondiale \| + 2m33s \| \| |                   |                       |          |
| |                   |                       |          |
| |                   |                       |          |
| Classificação por etapas |                   |                       |          |
| Ciclista | Ciclista          | Equipe                | Tempo    |
| 1. | Jérémy Roy        | La Française des jeux | 4h58m47s |
| 2. | Thomas Voeckler   | BBox Bouygues Telecom | + 0s     |
| 3. | Tony Martin       | Columbia-High Road    | + 3s     |
| 4. | Heinrich Haussler | Cervélo TestTeam      | + 2m33s  |
| 5. | Murilo Fischer    | Liquigas              | + 2m33s  |
| 6. | Romain Feillu     | Agritubel             | + 2m33s  |
| 7. | Cyril Lemoine     | Skil-Shimano          | + 2m33s  |
| 8. | Jürgen Roelandts  | Silence-Lotto         | + 2m33s  |
| 9. | Mirco Lorenzetto  | Lampre-NGC            | + 2m33s  |
| 10. | Sébastien Hinault | AG2R La Mondiale      | + 2m33s  |

| \| Classificação geral \| Classificação geral \| Classificação geral \| Classificação geral \| Classificação geral \| \| Ciclista \| Ciclista \| Equipe \| Tempo \| \| \| ------------------- \| ------------------------------- \| ------------------- \| ------------------- \| ------------------- \| \| 1. \| Sylvain Chavanel \| Quick Step \| 18h32m56s \| \| \| 2. \| Juan Manuel Gárate \| Rabobank \| + 6s \| \| \| 3. \| Juan Antonio Flecha \| Rabobank \| + 36s \| \| \| 4. \| Alberto Contador \| Astana \| + 36s \| \| \| 5. \| Kevin Seeldraeyers \| Quick Step \| + 37s \| \| \| 6. \| Luis León Sánchez \| Caisse d'Épargne \| + 45s \| \| \| 7. \| David Millar \| Garmin-Slipstream \| + 50s \| \| \| 8. \| Antonio Colom \| Katusha \| + 55s \| \| \| 9. \| Vladimir Alexandrovitch Karpets \| Katusha \| + 57s \| \| \| 10. \| Jens Voigt \| Saxo Bank \| + 1m03s \| \| |                                 |                   |           |
| |                                 |                   |           |
| |                                 |                   |           |
| Classificação geral |                                 |                   |           |
| Ciclista | Ciclista                        | Equipe            | Tempo     |
| 1. | Sylvain Chavanel                | Quick Step        | 18h32m56s |
| 2. | Juan Manuel Gárate              | Rabobank          | + 6s      |
| 3. | Juan Antonio Flecha             | Rabobank          | + 36s     |
| 4. | Alberto Contador                | Astana            | + 36s     |
| 5. | Kevin Seeldraeyers              | Quick Step        | + 37s     |
| 6. | Luis León Sánchez               | Caisse d'Épargne  | + 45s     |
| 7. | David Millar                    | Garmin-Slipstream | + 50s     |
| 8. | Antonio Colom                   | Katusha           | + 55s     |
| 9. | Vladimir Alexandrovitch Karpets | Katusha           | + 57s     |
| 10. | Jens Voigt                      | Saxo Bank         | + 1m03s   |

### Etapa 5
| Saint-Paul-Trois-Châteaux - Montagne de Lure | média montanha | (182,5 km) |

| \| Classificação por etapas \| Classificação por etapas \| Classificação por etapas \| Classificação por etapas \| Classificação por etapas \| \| Ciclista \| Ciclista \| Equipe \| Tempo \| \| \| ------------------------ \| ------------------------ \| --------------------------- \| ------------------------ \| ------------------------ \| \| 1. \| Alberto Contador \| Astana \| 4h47m46s \| \| \| 2. \| Fränk Schleck \| Saxo Bank \| + 58s \| \| \| 3. \| Luis León Sánchez \| Caisse d'Épargne \| + 58s \| \| \| 4. \| Cadel Evans \| Silence-Lotto \| + 1m27s \| \| \| 5. \| David Moncoutié \| Cofidis, le Crédit en Ligne \| + 1m27s \| \| \| 6. \| Jens Voigt \| Saxo Bank \| + 1m29s \| \| \| 7. \| Samuel Sánchez \| Euskaltel-Euskadi \| + 1m31s \| \| \| 8. \| Jonathan Hivert \| Skil-Shimano \| + 1m34s \| \| \| 9. \| Christophe Moreau \| Agritubel \| + 1m44s \| \| \| 10. \| Chris Anker Sørensen \| Saxo Bank \| + 1m46s \| \| |                      |                             |          |
| |                      |                             |          |
| |                      |                             |          |
| Classificação por etapas |                      |                             |          |
| Ciclista | Ciclista             | Equipe                      | Tempo    |
| 1. | Alberto Contador     | Astana                      | 4h47m46s |
| 2. | Fränk Schleck        | Saxo Bank                   | + 58s    |
| 3. | Luis León Sánchez    | Caisse d'Épargne            | + 58s    |
| 4. | Cadel Evans          | Silence-Lotto               | + 1m27s  |
| 5. | David Moncoutié      | Cofidis, le Crédit en Ligne | + 1m27s  |
| 6. | Jens Voigt           | Saxo Bank                   | + 1m29s  |
| 7. | Samuel Sánchez       | Euskaltel-Euskadi           | + 1m31s  |
| 8. | Jonathan Hivert      | Skil-Shimano                | + 1m34s  |
| 9. | Christophe Moreau    | Agritubel                   | + 1m44s  |
| 10. | Chris Anker Sørensen | Saxo Bank                   | + 1m46s  |

| \| Classificação geral \| Classificação geral \| Classificação geral \| Classificação geral \| Classificação geral \| \| Ciclista \| Ciclista \| Equipe \| Tempo \| \| \| ------------------- \| ------------------- \| --------------------- \| ------------------- \| ------------------- \| \| 1. \| Alberto Contador \| Astana \| 23h21m08s \| \| \| 2. \| Luis León Sánchez \| Caisse d'Épargne \| + 1m13s \| \| \| 3. \| Sylvain Chavanel \| Quick Step \| + 1m24s \| \| \| 4. \| Fränk Schleck \| Saxo Bank \| + 1m38s \| \| \| 5. \| Kevin Seeldraeyers \| Quick Step \| + 2m01s \| \| \| 6. \| Jens Voigt \| Saxo Bank \| + 2m06s \| \| \| 7. \| Samuel Sánchez \| Euskaltel-Euskadi \| + 2m14s \| \| \| 8. \| Jonathan Hivert \| Skil-Shimano \| + 2m29s \| \| \| 9. \| Antonio Colom \| Katusha \| + 2m35s \| \| \| 10. \| Yuri Trofimov \| BBox Bouygues Telecom \| + 3m09s \| \| |                    |                       |           |
| |                    |                       |           |
| |                    |                       |           |
| Classificação geral |                    |                       |           |
| Ciclista | Ciclista           | Equipe                | Tempo     |
| 1. | Alberto Contador   | Astana                | 23h21m08s |
| 2. | Luis León Sánchez  | Caisse d'Épargne      | + 1m13s   |
| 3. | Sylvain Chavanel   | Quick Step            | + 1m24s   |
| 4. | Fränk Schleck      | Saxo Bank             | + 1m38s   |
| 5. | Kevin Seeldraeyers | Quick Step            | + 2m01s   |
| 6. | Jens Voigt         | Saxo Bank             | + 2m06s   |
| 7. | Samuel Sánchez     | Euskaltel-Euskadi     | + 2m14s   |
| 8. | Jonathan Hivert    | Skil-Shimano          | + 2m29s   |
| 9. | Antonio Colom      | Katusha               | + 2m35s   |
| 10. | Yuri Trofimov      | BBox Bouygues Telecom | + 3m09s   |

### Etapa 6
| Manosque - Fayence | etapa escarpada | (191 km) |

| \| Classificação por etapas \| Classificação por etapas \| Classificação por etapas \| Classificação por etapas \| Classificação por etapas \| \| Ciclista \| Ciclista \| Equipe \| Tempo \| \| \| ------------------------ \| ------------------------ \| --------------------------- \| ------------------------ \| ------------------------ \| \| 1. \| Luis León Sánchez \| Caisse d'Épargne \| 4h43m34s \| \| \| 2. \| Antonio Colom \| Katusha \| + 50s \| \| \| 3. \| Fränk Schleck \| Saxo Bank \| + 50s \| \| \| 4. \| Sylvain Chavanel \| Quick Step \| + 50s \| \| \| 5. \| Jens Voigt \| Saxo Bank \| + 56s \| \| \| 6. \| David Moncoutié \| Cofidis, le Crédit en Ligne \| + 1m31s \| \| \| 7. \| Hubert Dupont \| AG2R La Mondiale \| + 1m31s \| \| \| 8. \| Jurgen Van Den Broeck \| Silence-Lotto \| + 1m31s \| \| \| 9. \| Christophe Moreau \| Agritubel \| + 1m31s \| \| \| 10. \| Amaël Moinard \| Cofidis, le Crédit en Ligne \| + 1m31s \| \| |                       |                             |          |
| |                       |                             |          |
| |                       |                             |          |
| Classificação por etapas |                       |                             |          |
| Ciclista | Ciclista              | Equipe                      | Tempo    |
| 1. | Luis León Sánchez     | Caisse d'Épargne            | 4h43m34s |
| 2. | Antonio Colom         | Katusha                     | + 50s    |
| 3. | Fränk Schleck         | Saxo Bank                   | + 50s    |
| 4. | Sylvain Chavanel      | Quick Step                  | + 50s    |
| 5. | Jens Voigt            | Saxo Bank                   | + 56s    |
| 6. | David Moncoutié       | Cofidis, le Crédit en Ligne | + 1m31s  |
| 7. | Hubert Dupont         | AG2R La Mondiale            | + 1m31s  |
| 8. | Jurgen Van Den Broeck | Silence-Lotto               | + 1m31s  |
| 9. | Christophe Moreau     | Agritubel                   | + 1m31s  |
| 10. | Amaël Moinard         | Cofidis, le Crédit en Ligne | + 1m31s  |

| \| Classificação geral \| Classificação geral \| Classificação geral \| Classificação geral \| Classificação geral \| \| Ciclista \| Ciclista \| Equipe \| Tempo \| \| \| ------------------- \| ------------------- \| --------------------- \| ------------------- \| ------------------- \| \| 1. \| Luis León Sánchez \| Caisse d'Épargne \| 28h05m45s \| \| \| 2. \| Sylvain Chavanel \| Quick Step \| + 1m09s \| \| \| 3. \| Fränk Schleck \| Saxo Bank \| + 1m21s \| \| \| 4. \| Alberto Contador \| Astana \| + 1m50s \| \| \| 5. \| Jens Voigt \| Saxo Bank \| + 1m59s \| \| \| 6. \| Antonio Colom \| Katusha \| + 2m16s \| \| \| 7. \| Kevin Seeldraeyers \| Quick Step \| + 2m29s \| \| \| 8. \| Jonathan Hivert \| Skil-Shimano \| + 2m57s \| \| \| 9. \| Yuri Trofimov \| BBox Bouygues Telecom \| + 3m37s \| \| \| 10. \| Christophe Le Mével \| La Française des jeux \| + 4m00s \| \| |                     |                       |           |
| |                     |                       |           |
| |                     |                       |           |
| Classificação geral |                     |                       |           |
| Ciclista | Ciclista            | Equipe                | Tempo     |
| 1. | Luis León Sánchez   | Caisse d'Épargne      | 28h05m45s |
| 2. | Sylvain Chavanel    | Quick Step            | + 1m09s   |
| 3. | Fränk Schleck       | Saxo Bank             | + 1m21s   |
| 4. | Alberto Contador    | Astana                | + 1m50s   |
| 5. | Jens Voigt          | Saxo Bank             | + 1m59s   |
| 6. | Antonio Colom       | Katusha               | + 2m16s   |
| 7. | Kevin Seeldraeyers  | Quick Step            | + 2m29s   |
| 8. | Jonathan Hivert     | Skil-Shimano          | + 2m57s   |
| 9. | Yuri Trofimov       | BBox Bouygues Telecom | + 3m37s   |
| 10. | Christophe Le Mével | La Française des jeux | + 4m00s   |

### Etapa 7
| Nice - Nice | média montanha | (119 km) |

| \| Classificação por etapas \| Classificação por etapas \| Classificação por etapas \| Classificação por etapas \| Classificação por etapas \| \| Ciclista \| Ciclista \| Equipe \| Tempo \| \| \| ------------------------ \| ------------------------ \| ------------------------ \| ------------------------ \| ------------------------ \| \| 1. \| Antonio Colom \| Katusha \| 2h47m49s \| \| \| 2. \| Alberto Contador \| Astana \| + 0s \| \| \| 3. \| Fränk Schleck \| Saxo Bank \| + 1s \| \| \| 4. \| Jonathan Hivert \| Skil-Shimano \| + 17s \| \| \| 5. \| Christophe Moreau \| Agritubel \| + 17s \| \| \| 6. \| Sylvain Chavanel \| Quick Step \| + 17s \| \| \| 7. \| Juan Manuel Gárate \| Rabobank \| + 17s \| \| \| 8. \| Christophe Le Mével \| La Française des jeux \| + 17s \| \| \| 9. \| Jens Voigt \| Saxo Bank \| + 17s \| \| \| 10. \| Sandy Casar \| La Française des jeux \| + 17s \| \| |                     |                       |          |
| |                     |                       |          |
| |                     |                       |          |
| Classificação por etapas |                     |                       |          |
| Ciclista | Ciclista            | Equipe                | Tempo    |
| 1. | Antonio Colom       | Katusha               | 2h47m49s |
| 2. | Alberto Contador    | Astana                | + 0s     |
| 3. | Fränk Schleck       | Saxo Bank             | + 1s     |
| 4. | Jonathan Hivert     | Skil-Shimano          | + 17s    |
| 5. | Christophe Moreau   | Agritubel             | + 17s    |
| 6. | Sylvain Chavanel    | Quick Step            | + 17s    |
| 7. | Juan Manuel Gárate  | Rabobank              | + 17s    |
| 8. | Christophe Le Mével | La Française des jeux | + 17s    |
| 9. | Jens Voigt          | Saxo Bank             | + 17s    |
| 10. | Sandy Casar         | La Française des jeux | + 17s    |

| \| Classificação geral \| Classificação geral \| Classificação geral \| Classificação geral \| Classificação geral \| \| Ciclista \| Ciclista \| Equipe \| Tempo \| \| \| ------------------- \| ------------------- \| --------------------- \| ------------------- \| ------------------- \| \| 1. \| Luis León Sánchez \| Caisse d'Épargne \| 30h53m51s \| \| \| 2. \| Fränk Schleck \| Saxo Bank \| + 1m00s \| \| \| 3. \| Sylvain Chavanel \| Quick Step \| + 1m09s \| \| \| 4. \| Alberto Contador \| Astana \| + 1m24s \| \| \| 5. \| Antonio Colom \| Katusha \| + 1m47s \| \| \| 6. \| Jens Voigt \| Saxo Bank \| + 1m59s \| \| \| 7. \| Kevin Seeldraeyers \| Quick Step \| + 2m29s \| \| \| 8. \| Jonathan Hivert \| Skil-Shimano \| + 2m57s \| \| \| 9. \| Yuri Trofimov \| BBox Bouygues Telecom \| + 3m37s \| \| \| 10. \| Christophe Le Mével \| La Française des jeux \| + 4m00s \| \| |                     |                       |           |
| |                     |                       |           |
| |                     |                       |           |
| Classificação geral |                     |                       |           |
| Ciclista | Ciclista            | Equipe                | Tempo     |
| 1. | Luis León Sánchez   | Caisse d'Épargne      | 30h53m51s |
| 2. | Fränk Schleck       | Saxo Bank             | + 1m00s   |
| 3. | Sylvain Chavanel    | Quick Step            | + 1m09s   |
| 4. | Alberto Contador    | Astana                | + 1m24s   |
| 5. | Antonio Colom       | Katusha               | + 1m47s   |
| 6. | Jens Voigt          | Saxo Bank             | + 1m59s   |
| 7. | Kevin Seeldraeyers  | Quick Step            | + 2m29s   |
| 8. | Jonathan Hivert     | Skil-Shimano          | + 2m57s   |
| 9. | Yuri Trofimov       | BBox Bouygues Telecom | + 3m37s   |
| 10. | Christophe Le Mével | La Française des jeux | + 4m00s   |

## Classificações finais

### Classificação geral
| \| Classificação geral \| Classificação geral \| Classificação geral \| Classificação geral \| Classificação geral \| \| Ciclista \| Ciclista \| Equipe \| Tempo \| \| \| ------------------- \| ------------------- \| --------------------- \| ------------------- \| ------------------- \| \| 1. \| Luis León Sánchez \| Caisse d'Épargne \| 30h53m51s \| \| \| 2. \| Fränk Schleck \| Saxo Bank \| + 1m00s \| \| \| 3. \| Sylvain Chavanel \| Quick Step \| + 1m09s \| \| \| 4. \| Alberto Contador \| Astana \| + 1m24s \| \| \| 5. \| Antonio Colom \| Katusha \| + 1m47s \| \| \| 6. \| Jens Voigt \| Saxo Bank \| + 1m59s \| \| \| 7. \| Kevin Seeldraeyers \| Quick Step \| + 2m29s \| \| \| 8. \| Jonathan Hivert \| Skil-Shimano \| + 2m59s \| \| \| 9. \| Yuri Trofimov \| BBox Bouygues Telecom \| + 3m37s \| \| \| 10. \| Christophe Le Mével \| La Française des jeux \| + 4m00s \| \| |                     |                       |           |
| |                     |                       |           |
| |                     |                       |           |
| Classificação geral |                     |                       |           |
| Ciclista | Ciclista            | Equipe                | Tempo     |
| 1. | Luis León Sánchez   | Caisse d'Épargne      | 30h53m51s |
| 2. | Fränk Schleck       | Saxo Bank             | + 1m00s   |
| 3. | Sylvain Chavanel    | Quick Step            | + 1m09s   |
| 4. | Alberto Contador    | Astana                | + 1m24s   |
| 5. | Antonio Colom       | Katusha               | + 1m47s   |
| 6. | Jens Voigt          | Saxo Bank             | + 1m59s   |
| 7. | Kevin Seeldraeyers  | Quick Step            | + 2m29s   |
| 8. | Jonathan Hivert     | Skil-Shimano          | + 2m59s   |
| 9. | Yuri Trofimov       | BBox Bouygues Telecom | + 3m37s   |
| 10. | Christophe Le Mével | La Française des jeux | + 4m00s   |

### Classificação por pontos
| Classificação por pontos | Classificação por pontos | Classificação por pontos | Classificação por pontos | Classificação por pontos |
| Ciclista                 | Ciclista                 | Equipe                   | Pontos                   |                          |
| ------------------------ | ------------------------ | ------------------------ | ------------------------ | ------------------------ |
| 1.                       | Sylvain Chavanel         | Quick Step               | 94 pts                   |                          |
| 2.                       | Alberto Contador         | Astana                   | 84 pts                   |                          |
| 3.                       | Antonio Colom            | Katusha                  | 76 pts                   |                          |
| 4.                       | Fränk Schleck            | Saxo Bank                | 75 pts                   |                          |
| 5.                       | Luis León Sánchez        | Caisse d'Épargne         | 71 pts                   |                          |
| 6.                       | Jens Voigt               | Saxo Bank                | 67 pts                   |                          |
| 7.                       | Heinrich Haussler        | Cervélo TestTeam         | 65 pts                   |                          |
| 8.                       | Christophe Moreau        | Agritubel                | 58 pts                   |                          |
| 9.                       | Jonathan Hivert          | Skil-Shimano             | 55 pts                   |                          |
| 10.                      | Juan Manuel Gárate       | Rabobank                 | 48 pts                   |                          |

### Classificação da montanha
| Classificação da montanha | Classificação da montanha | Classificação da montanha | Classificação da montanha | Classificação da montanha |
| Ciclista                  | Ciclista                  | Equipe                    | Pontos                    |                           |
| ------------------------- | ------------------------- | ------------------------- | ------------------------- | ------------------------- |
| 1.                        | Tony Martin               | Columbia-High Road        | 55 pts                    |                           |
| 2.                        | Alberto Contador          | Astana                    | 48 pts                    |                           |
| 3.                        | Jérémy Roy                | La Française des jeux     | 32 pts                    |                           |
| 4.                        | Luis León Sánchez         | Caisse d'Épargne          | 22 pts                    |                           |
| 5.                        | Joan Horrach              | Katusha                   | 21 pts                    |                           |
| 6.                        | Aitor Hernández           | Euskaltel-Euskadi         | 19 pts                    |                           |
| 7.                        | Sandy Casar               | La Française des jeux     | 18 pts                    |                           |
| 8.                        | Fränk Schleck             | Saxo Bank                 | 17 pts                    |                           |
| 9.                        | Antonio Colom             | Katusha                   | 17 pts                    |                           |
| 10.                       | Martin Velits             | Team Milram               | 13 pts                    |                           |

### Classificação dos jovens
| Classificação dos jovens | Classificação dos jovens | Classificação dos jovens    | Classificação dos jovens | Classificação dos jovens |
| Ciclista                 | Ciclista                 | Equipe                      | Tempo                    |                          |
| ------------------------ | ------------------------ | --------------------------- | ------------------------ | ------------------------ |
| 1.                       | Kevin Seeldraeyers       | Quick Step                  | 30h56m20s                |                          |
| 2.                       | Jonathan Hivert          | Skil-Shimano                | + 28s                    |                          |
| 3.                       | Yuri Trofimov            | BBox Bouygues Telecom       | + 1m08s                  |                          |
| 4.                       | Pierre Rolland           | BBox Bouygues Telecom       | + 10m28s                 |                          |
| 5.                       | Jakob Fuglsang           | Saxo Bank                   | + 18m58s                 |                          |
| 6.                       | Thomas Peterson          | Garmin-Slipstream           | + 20m30s                 |                          |
| 7.                       | Mathieu Ladagnous        | La Française des jeux       | + 25m38s                 |                          |
| 8.                       | Albert Timmer            | Skil-Shimano                | + 26m19s                 |                          |
| 9.                       | Chris Anker Sørensen     | Saxo Bank                   | + 28m07s                 |                          |
| 10.                      | Rein Taaramäe            | Cofidis, le Crédit en Ligne | + 28m49s                 |                          |

### Classificação por equipas
| Classificação por equipes | Classificação por equipes | Classificação por equipes | Classificação por equipes |
| Equipe                    | Equipe                    | Tempo                     |                           |
| ------------------------- | ------------------------- | ------------------------- | ------------------------- |
| 1.                        | Saxo Bank                 | 92h52m45s                 |                           |
| 2.                        | La Française des jeux     | + 10m29s                  |                           |
| 3.                        | Caisse d'Épargne          | + 13m58s                  |                           |

## Evolução das classificações
| Etapa (Vencedor)                 | Classificação geral | Classificação por pontos | Classificação da montanha | Classificação dos jovens | Classificação por equipas |
| -------------------------------- | ------------------- | ------------------------ | ------------------------- | ------------------------ | ------------------------- |
| Prólogo (CRI) (Alberto Contador) | Alberto Contador    | Alberto Contador         | não se entregou           | Tony Martin              | Astana                    |
| 1ª etapa (Heinrich Haussler)     | Alberto Contador    | Heinrich Haussler        | Aitor Hernández           | Tony Martin              | Astana                    |
| 2ª etapa (Sylvain Chavanel)      | Sylvain Chavanel    | Sylvain Chavanel         | Stéphane Augé             | Kevin Seeldrayers        | Rabobank                  |
| 3ª etapa (Christian Vandevelde)  | Sylvain Chavanel    | Mirco Lorenzetto         | Stéphane Augé             | Kevin Seeldrayers        | Rabobank                  |
| 4ª etapa (Jérémy Roy)            | Sylvain Chavanel    | Mirco Lorenzetto         | Tony Martin               | Kevin Seeldrayers        | Rabobank                  |
| 5ª etapa (Alberto Contador)      | Alberto Contador    | Mirco Lorenzetto         | Tony Martin               | Kevin Seeldrayers        | Saxo Bank                 |
| 6ª etapa (Luis León Sánchez)     | Luis León Sánchez   | Sylvain Chavanel         | Tony Martin               | Kevin Seeldrayers        | Saxo Bank                 |
| 7ª etapa (Toni Colom)            | Luis León Sánchez   | Sylvain Chavanel         | Tony Martin               | Kevin Seeldrayers        | Saxo Bank                 |
| Final                            | Luis León Sánchez   | Sylvain Chavanel         | Tony Martin               | Kevin Seeldrayers        | Saxo Bank                 |